# Nový Spálenec
Nový Spálenec (dříve Nový Prenet) je malá vesnice, část obce Česká Kubice v okrese Domažlice v Plzeňském kraji. Nachází se asi 3,5 kilometru východně od České Kubice. Prochází zde silnice II/190. Nový Spálenec je také název katastrálního území o rozloze 3,24 km². V katastrálním území Nový Spálenec leží i Spáleneček.

## Historie
První písemná zmínka o vesnici pochází z roku 1697.

## Obyvatelstvo
Při sčítání lidu v roce 1921 zde žilo 276 obyvatel, z toho 15 Čechoslováků, 260 Němců a jeden cizinec. Všichni obyvatelé se hlásili k římskokatolické církvi.
| Rok                                                               | 1869 | 1880 | 1890 | 1900 | 1910 | 1921 | 1930 | 1950 | 1961 | 1970 | 1980 | 1991 | 2001 | 2011 | 2021 |
| ----------------------------------------------------------------- | ---- | ---- | ---- | ---- | ---- | ---- | ---- | ---- | ---- | ---- | ---- | ---- | ---- | ---- | ---- |
| Počet obyvatel                                                    | 306  | 378  | 355  | 331  | 288  | 276  | 248  | 106  | 73   | 75   | 77   | 65   | 57   | 44   | 54   |
| Počet domů                                                        | 37   | 43   | 44   | 46   | 45   | 43   | 44   | 30   | .    | 17   | 17   | 17   | 20   | 20   | 24   |
| Počet domů v roce 1961 je zahrnut v počtu domů ve Starém Spálenci |      |      |      |      |      |      |      |      |      |      |      |      |      |      |      |

## Obecní správa
Při sčítání lidu v letech 1850–1984 Nový Spálenec byl osadou obce Spálenec v okrese Domažlice. Od 1. ledna 1985 je částí obce Česká Kubice v okrese Domažlice.

## Osobnosti
Narodil se tu Wenzel Größl (1856–1910), zemědělec a politik, počátkem 20. století poslanec Českého zemského sněmu a Říšské rady.

## Fotogalerie

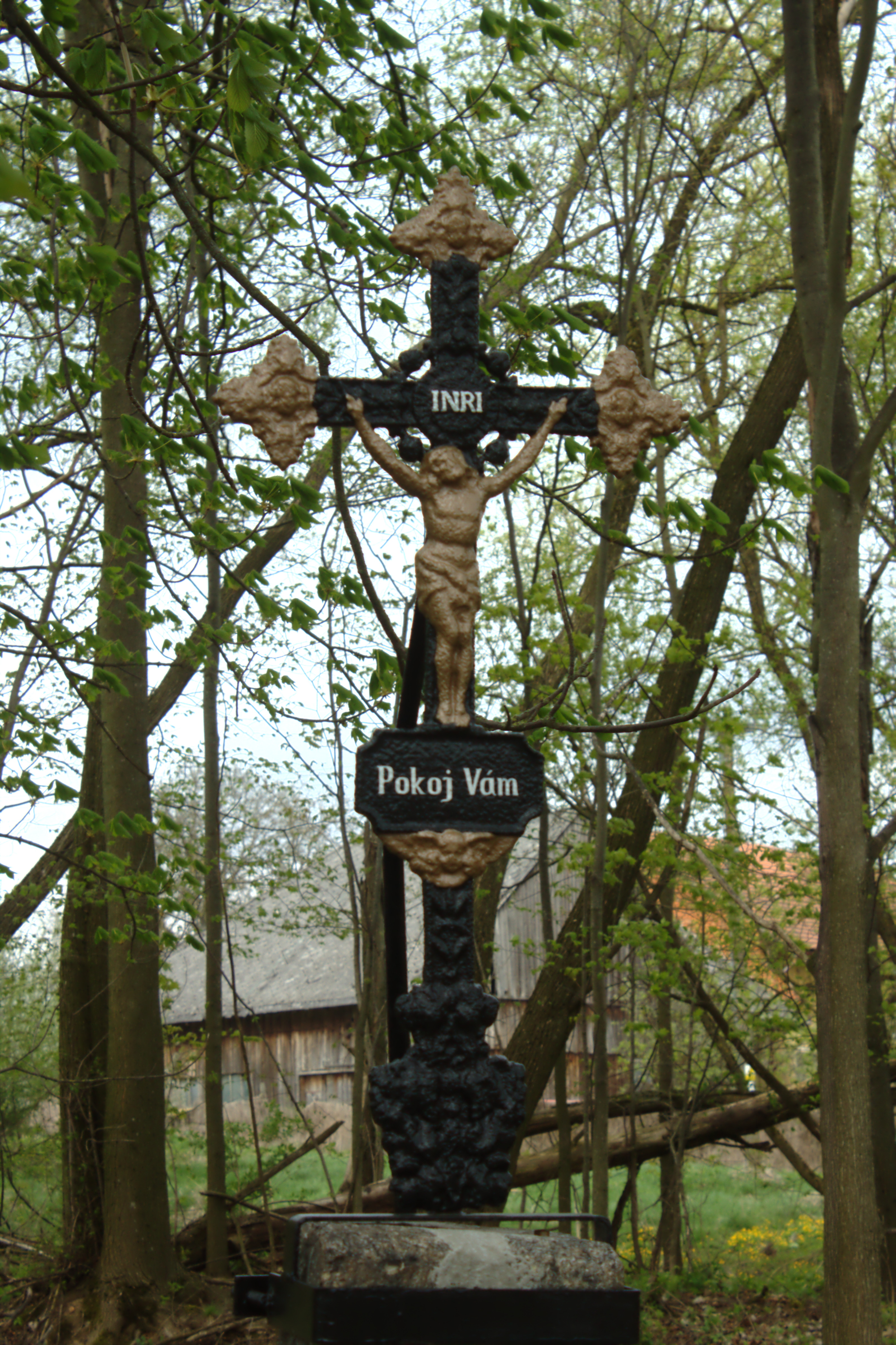
Kříž u cesty
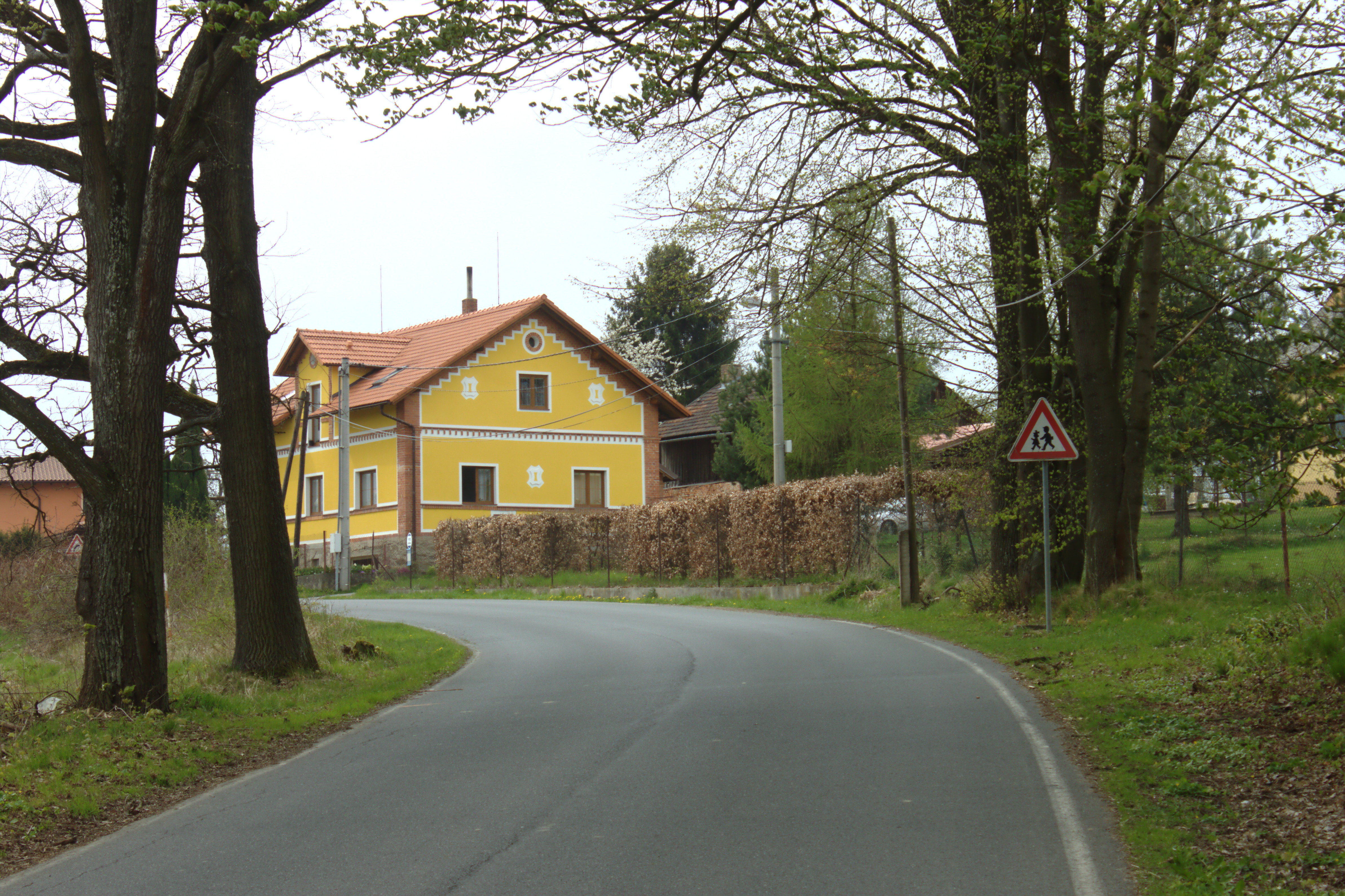
Dům v obci
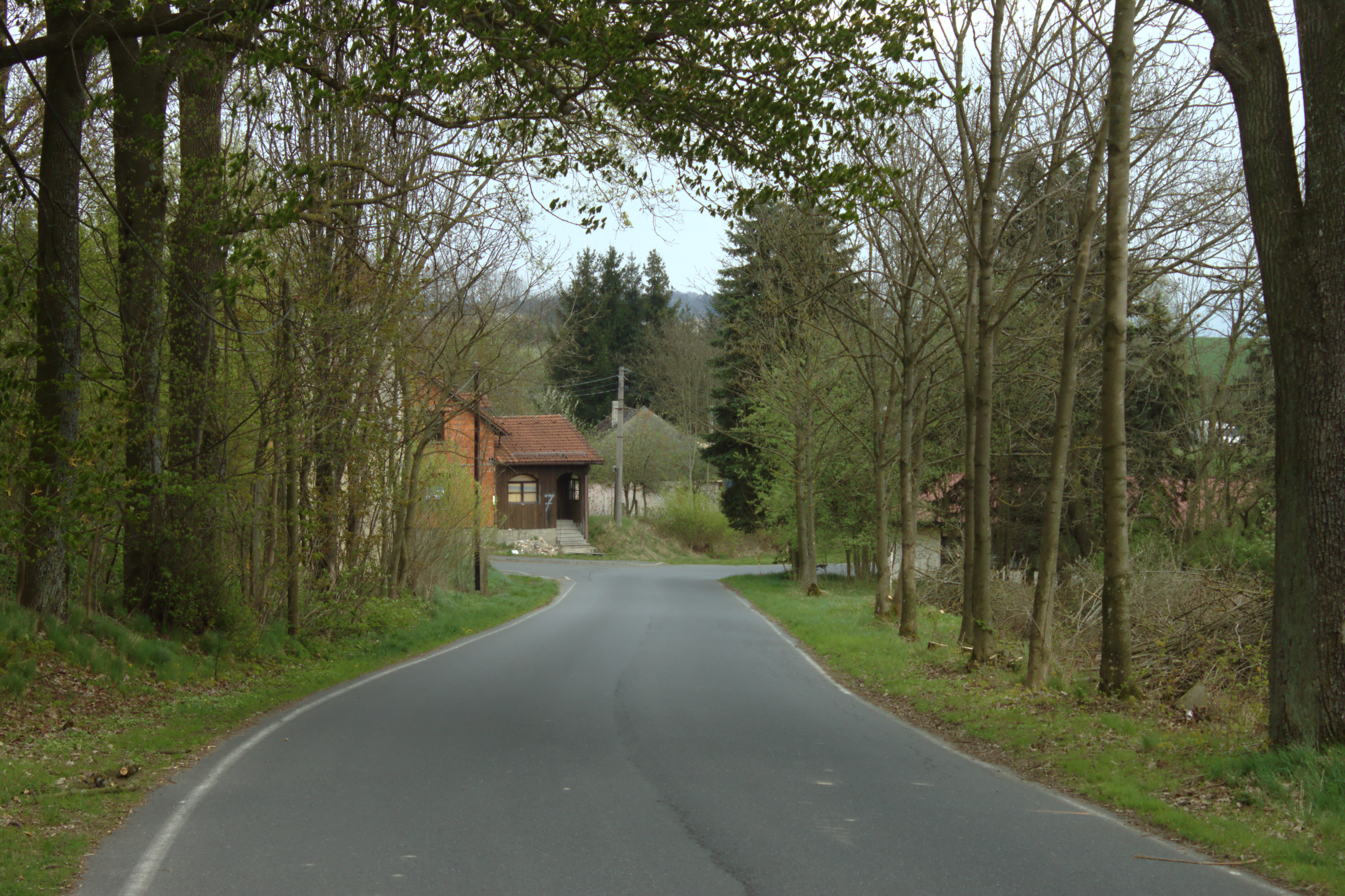
Silnice vedoucí do obce